# Christoff Rudolff
Christoff Rudolff (1499 à Jauer, Silésie - 1545)  est un mathématicien.

## Biographie
Behend und hübsch Rechnung durch die kunstreichen regeln Algebre so gemeincklich die Coss genent werden, imprimé en 1525 à Strasbourg, fut le premier ouvrage d'algèbre allemand à traiter de Die Coss, c'est-à-dire la chose au sens où l'entendait le mathématicien persan Al-Khawarizmi en l'an 800 : l'inconnue d'une équation algébrique.
Rudolff passa la plus grande partie de sa vie à Vienne (Autriche). 
Rudolff était conscient que le développement des mathématiques dépendait de la symbolique et des notations. Par conséquent, il utilisa des notations aussi concises que possible. 
On lui doit par exemple le signe moderne de la racine carrée {\displaystyle {\sqrt {}}} sans la barre supérieure (vinculum).

## Source partielle
(en) Florian Cajori, A History of Mathematical Notations [détail des éditions].
- Notices d'autorité :   - VIAF
  - ISNI
  - IdRef
  - LCCN
  - GND
  - Espagne
  - Pologne
  - NUKAT
  - Suède
  - Vatican
  - Norvège
  - Croatie
  - Tchéquie
  - WorldCat